# جون دبليو. باومغارتنر
جون والتر باومغارتنر (بالإنجليزية: John W. Baumgartner)‏ هو مهندس مدني أمريكي، (و. 1890 – 1973 م) كان عضوًا في مجلس مدينة لوس أنجلوس، كاليفورنيا من عام 1933 إلى عام 1945.

## السيرة
وُلد بومغارتنر في 17 مايو 1890 في مزرعة في لوس أنجلوس تقع فيما أصبح لاحقا تقاطع شارعي بيفرلي ورامبارت. تلقى تعليمه في مدارس لوس أنجلوس العامة وتخرج من كلية سانت فنسنت، التي أصبحت الآن جامعة لويولا ماريمونت. كان مهندسًا مدنيًا لمدة خمسة عشر عامًا.

## خدمة المدينة
تم تعيين بومغارتنر في لجنة المياه والطاقة في عام 1932، وسرعان ما تم اختياره رئيسًا للهيئة.
تم انتخابه لمجلس المقاطعة في عام 1933 وأعيد انتخابه كل عامين بعد ذلك حتى تقاعد في عام 1945. في تلك الحقبة، شملت المنطقة الثانية عشرة تقريبًا ما بين شمال بيكو بوليفارد وجنوب منتزه غريفيث، مع شارع هوفر في الغرب. كان مرشحًا في حملة إنهاء الفقر في كاليفورنيا عام 1935.
حصل هو وعضو المجلس بايرون برينارد على التخصيص الأصلي البالغ 175,000 دولار من الولاية في لبدء المشروع الذي افتتح الشارع العاشر وتحويله إلى شارع أولمبيك دون الحاجة إلى تقييم مالكي العقارات المحليين من أجل التحسينات.
في صيف عام 1940، بدأ حملة ضد الكرة والدبابيس وغيرها من الآلات الترفيهية، وفي أكتوبر من ذلك العام قدم اقتراحًا "لحظر حيازة أو تشغيل أو لعب ما يسمى بألعاب البلي المعروفة بالبولينج المصغر". كما طلب النظر في فرض حظر على ممارسة تلك الألعاب باستخدام أي جسم كروي غير البلي".
في عام 1943، عارض هو وثلاثة أعضاء آخرين في المجلس، دون نجاح، منح تصريح لشركة سيبورد أويل للتنقيب المائل عن النفط تحت منتزه إليزيان بارك من موقع بالقرب من ريفرسايد درايف.
عارض هو وعضو المجلس إيرا ماكدونالد إصدار سندات بقيمة 12.5 مليون دولار في عام 1945 لتحسين مطار لوس أنجلوس على أساس أن «شركات الطيران، مثل شركات سكك الحديد، يجب أن تدفع مقابل محطاتها بدلاً من وجود محطة يمولها دافعو الضرائب».